# Technische Hochschule Wildau
Die Technische Hochschule Wildau (kurz TH Wildau) wurde am 22. Oktober 1991 als Technische Fachhochschule Wildau in Wildau gegründet. Sie knüpft an die Tradition der ehemaligen Ingenieurschule Wildau an.
Das Studienangebot umfasst 15 Studiengänge in naturwissenschaftlichen, ingenieurtechnischen, betriebswirtschaftlichen, juristischen, Verwaltungs- und Managementdisziplinen.

## Lage

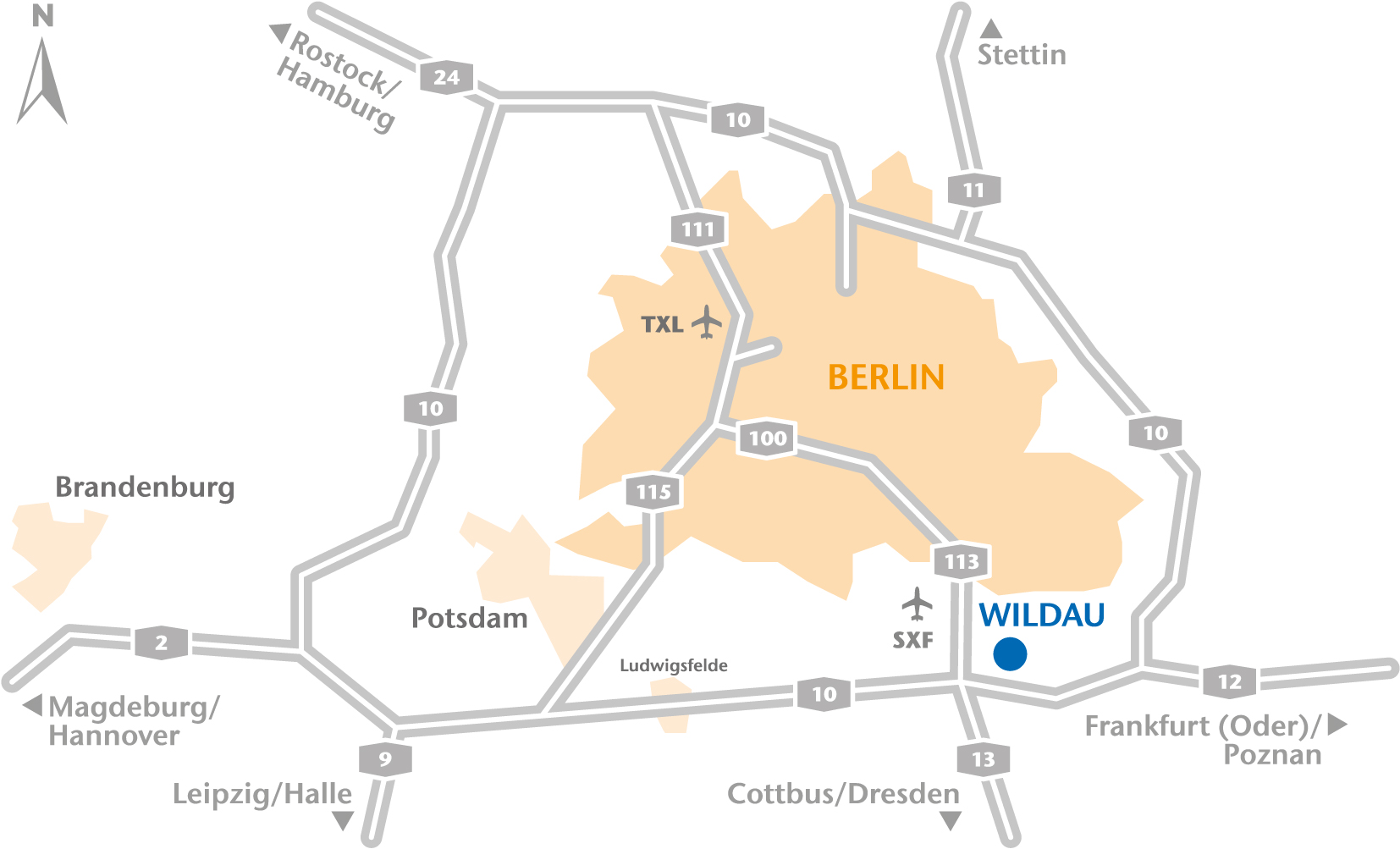
Lage der TH Wildau südlich von Berlin

Die Technische Hochschule Wildau ist eine Campus-Hochschule und liegt südlich von Berlin. Der Campus und die Hochschule sind von Berlin aus im 20-Minuten-Takt mit der S-Bahnlinie 46 Richtung Königs Wusterhausen bis zur Station Wildau direkt erreichbar, d. h. die Hochschule liegt unmittelbar vor der S-Bahn-Station. Durch die Verlängerung der S8 besteht seit Oktober 2022 insgesamt ein 10-Minuten-Takt von und nach Berlin. Mit den Buslinien 736, 737 und 738 kann die Hochschule außerdem direkt erreicht werden. Die Regionalbahnlinie RE2 Richtung Cottbus Hauptbahnhof sowie die Linie RB24 Richtung Senftenberg ermöglichen des Weiteren die Erreichbarkeit der Hochschule aus Berlin mit Umstieg in Königs Wusterhausen.
Mit dem Auto erreicht man die Hochschule über die Bundesautobahn 10 (Berliner Ring) über die Abfahrt Königs Wusterhausen sowie über die Bundesstraße 179.

## Geschichte

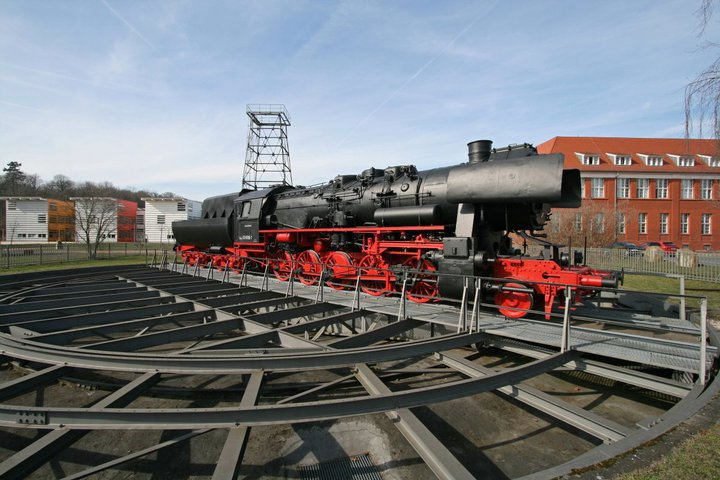
Campus-Lokomotive erinnert an Lokomotivbau

Der Standort der TH Wildau blickt auf eine lange Tradition zurück: 1897 wurde dort von der Firma Schwartzkopff, später Berliner Maschinenbau AG, ein Lokomotivwerk errichtet. 1949 entstand dann die Ingenieurschule Wildau, welche Maschinenbaustudenten ausbildete.
1991 wurde dann die Technische Fachhochschule Wildau gegründet, welche neben der Ingenieurausbildung auch betriebswirtschaftliche und verwaltungswissenschaftliche Studiengänge anbietet. Der Praxisbezug des Studiums stellt heute immer noch ein wesentliches Kennzeichen der Fachhochschule dar. Kooperationsnetzwerke verbinden die Hochschule mit international tätigen Großunternehmen und Unternehmen der Region. Ihren jetzigen Namen trägt die Hochschule seit dem 1. September 2009. Diesen hatte der Senat der Hochschule am 11. Mai 2009 beschlossen. Die Namensänderung wurde möglich durch die Novelle des Brandenburgischen Hochschulgesetzes 2008.

## Organisation
Zuständig für die TH Wildau ist das Studentenwerk Potsdam, mit einem Büro auf dem Campus.

## Studiengänge

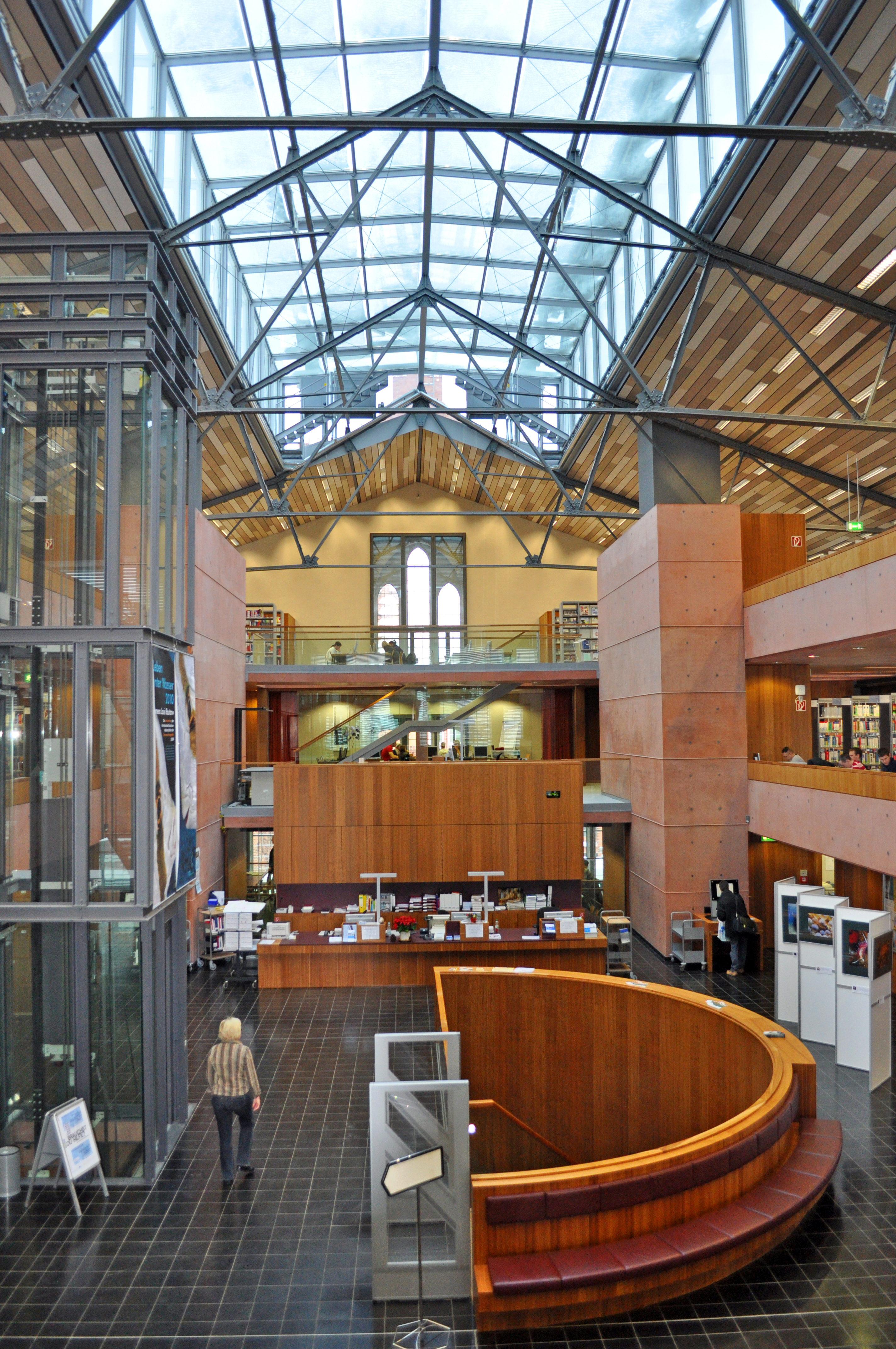
Hochschulbibliothek

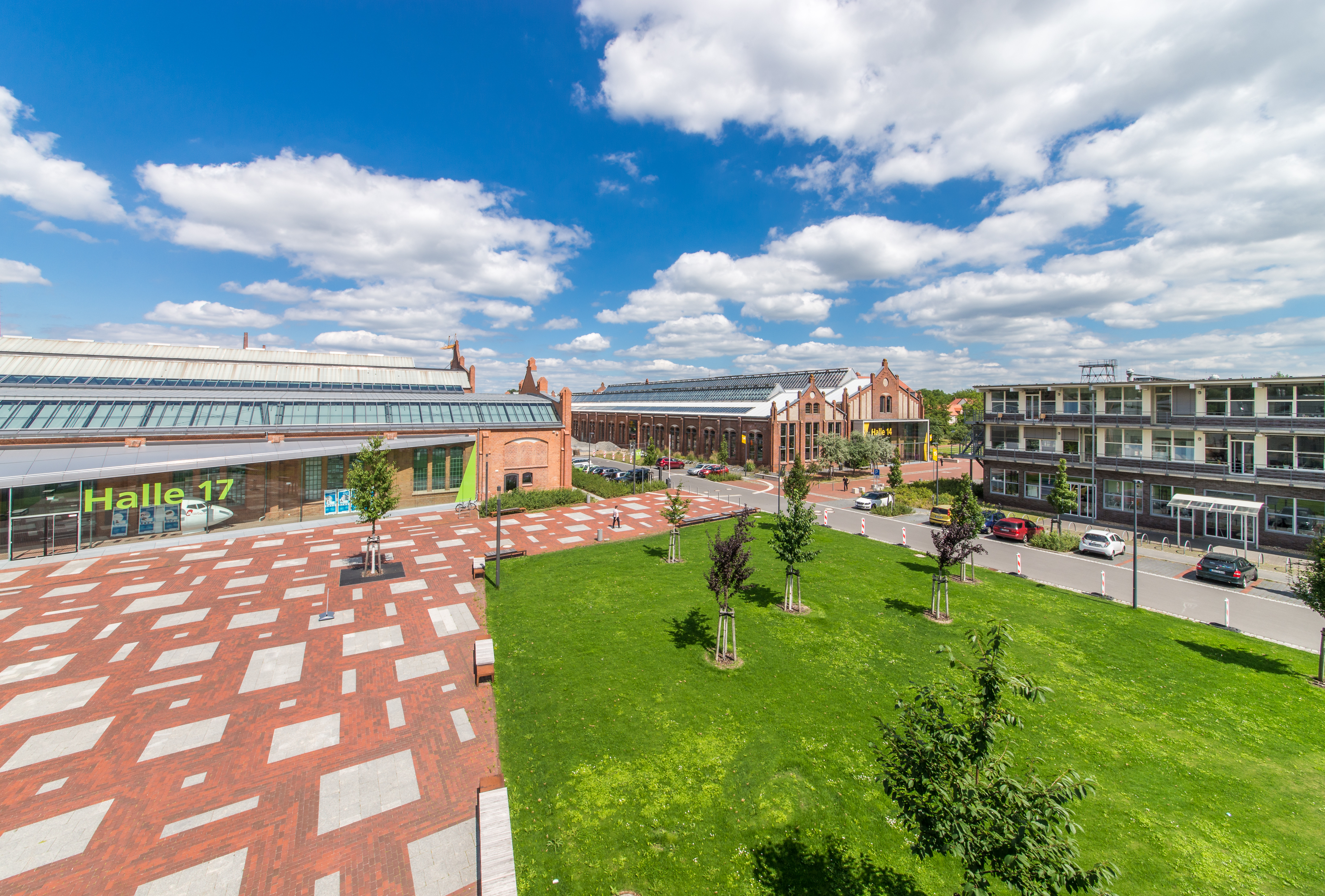
Halle 17 mit Campus

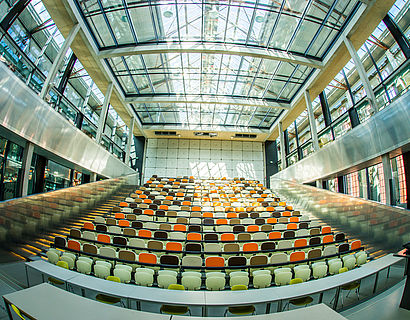
Großer Hörsaal in Halle 14

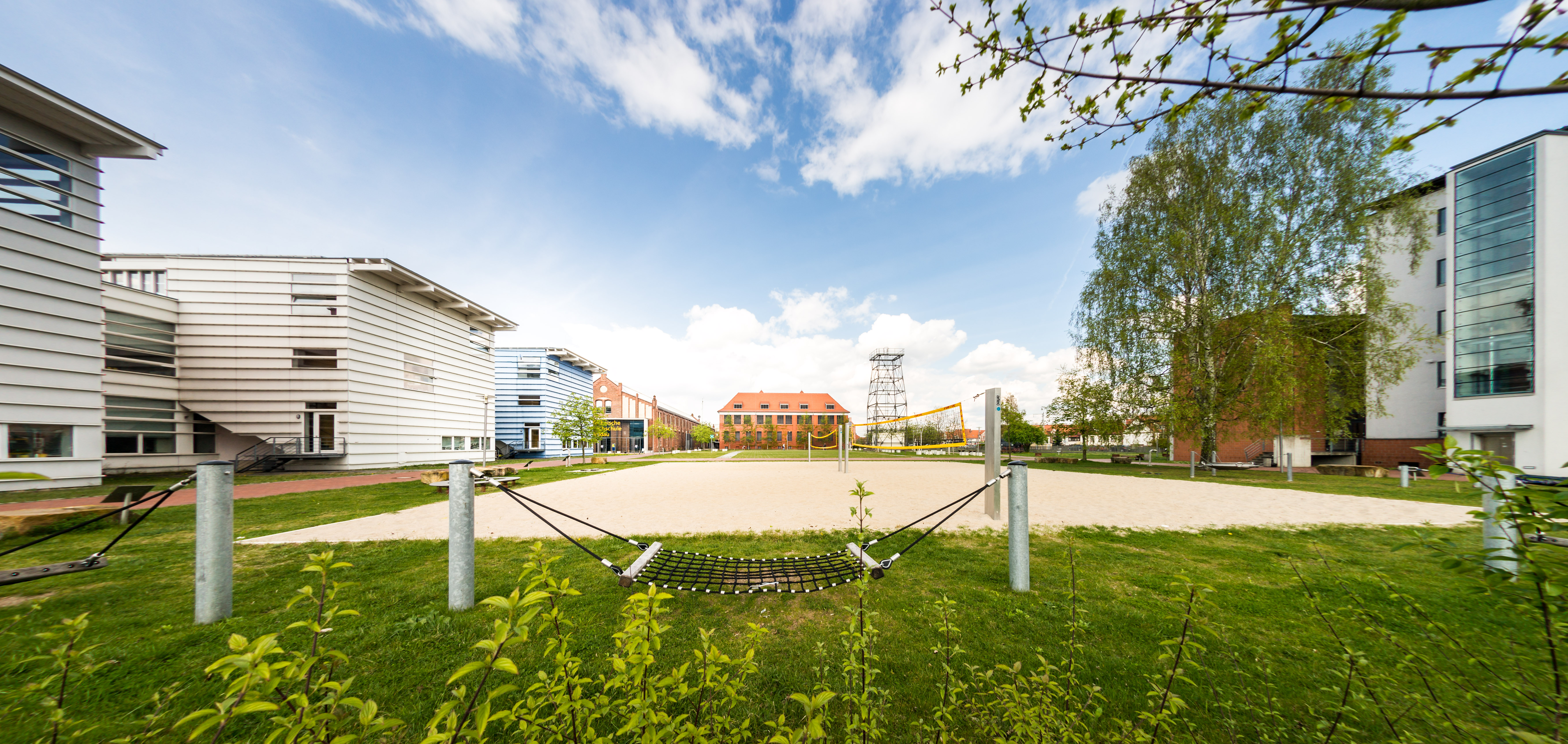
Campussport Volleyball

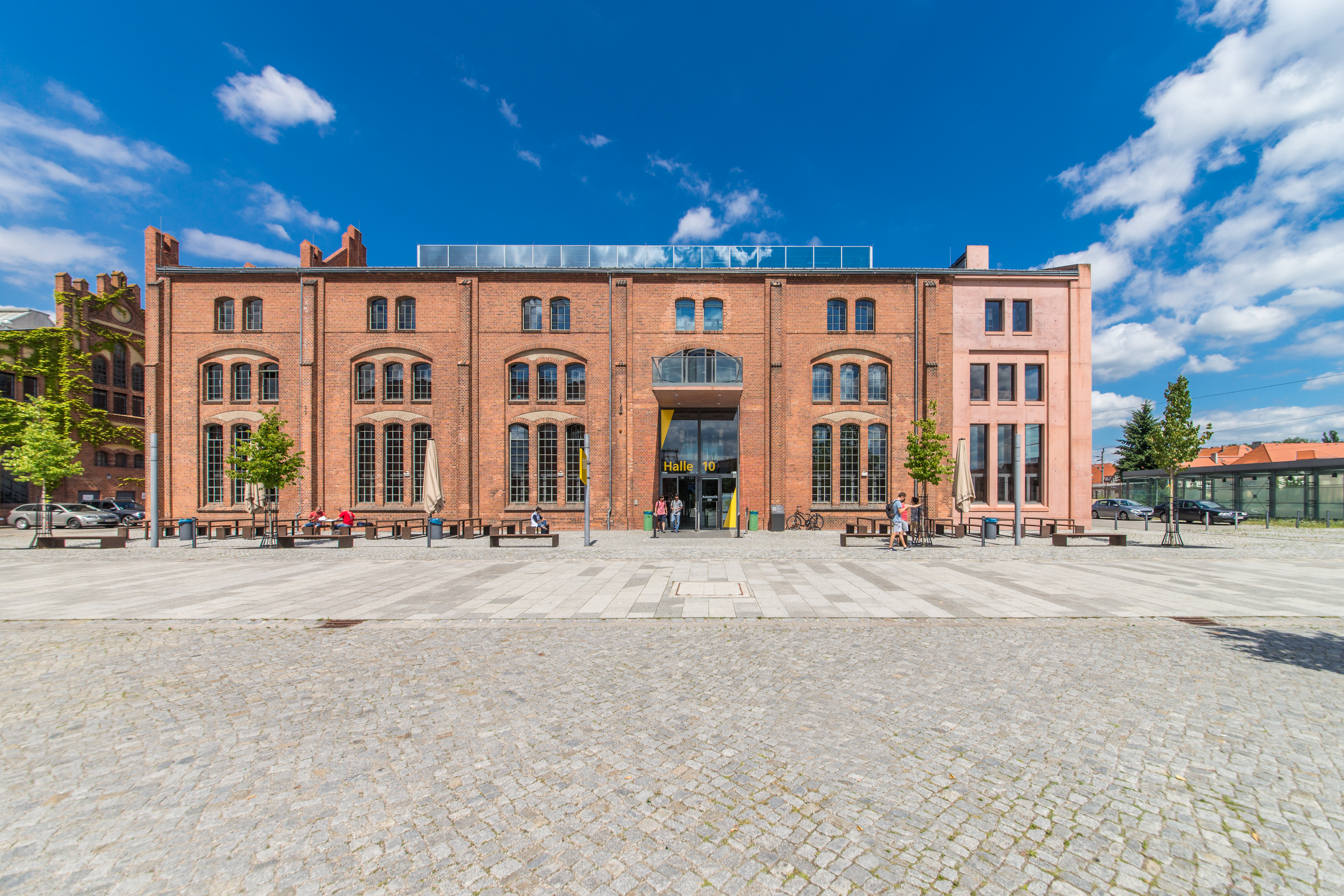
Halle 10 mit Mensa und Hochschulbibliothek

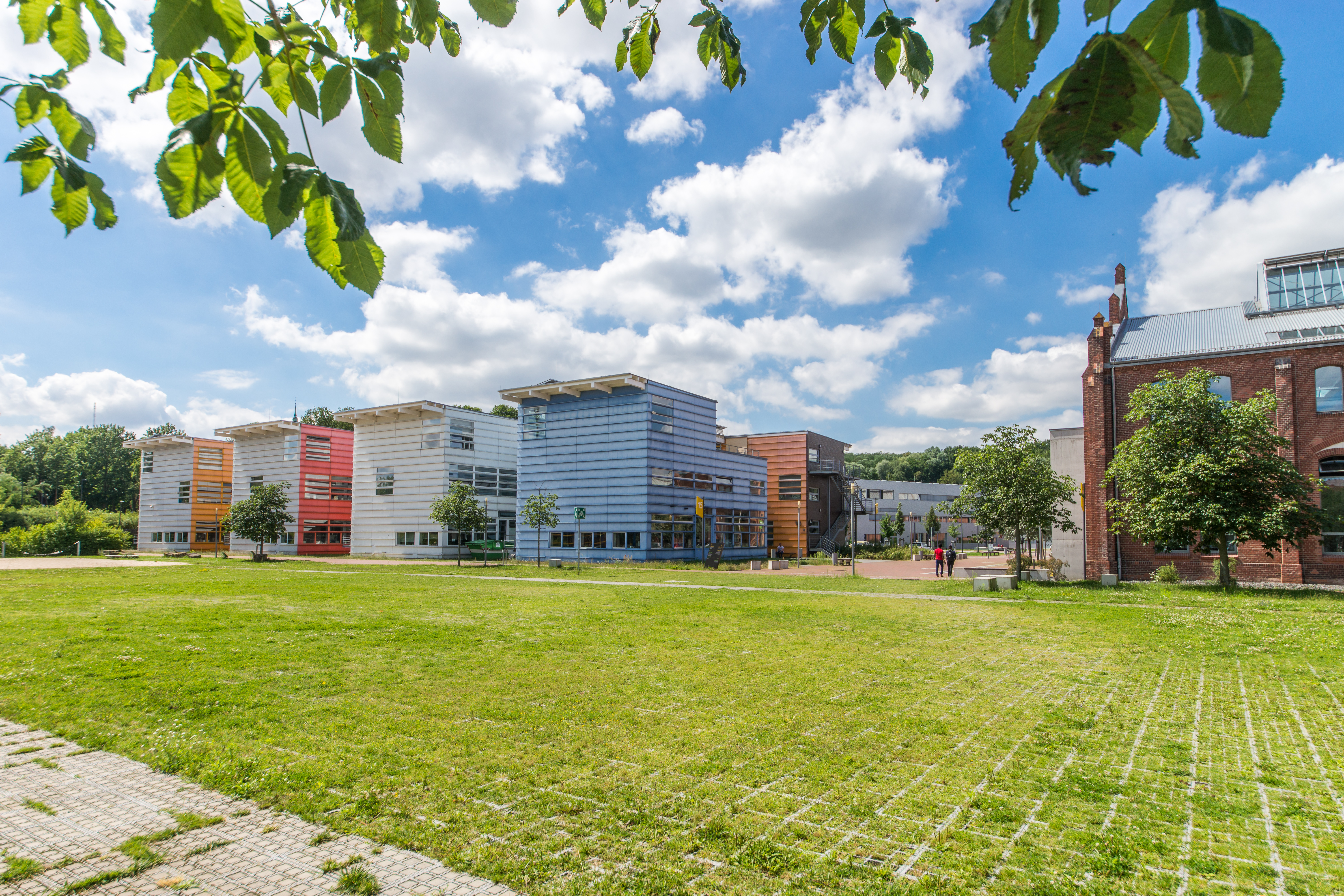
Haus 15 und Campus

Die TH Wildau bietet derzeit 15 Bachelor-Studiengänge und 15 Master-Studiengänge an.

### Bachelor-Studiengänge
|  | - Fachbereich Ingenieur- und Naturwissenschaften (INW): - Automatisierungstechnik (B. Eng.) (auch dual) - Biosystemtechnik/Bioinformatik (B. Sc.) - Maschinenbau (B. Eng.) (auch dual) - Physikalische Technologien und Energiesysteme (B. Eng.) (auch dual) - Logistik (B. Eng.) (auch dual) - Luftfahrttechnik/Luftfahrtmanagement (B. Eng.) (auch dual) - Telematik, dual (B. Eng.) - Verkehrssystemtechnik (B. Eng.) (auch dual) - Wirtschaftsingenieurwesen (B. Eng.) (auch dual) | - Fachbereich Wirtschaft, Informatik und Recht (WIR): - Betriebswirtschaft (B. A.) - Wirtschaftsinformatik (B. Sc.) - Europäisches Management (B. A.) - Wirtschaft und Recht (LL.B) - Öffentliche Verwaltung Brandenburg, dual (LL. B) - Verwaltungsinformatik Brandenburg, dual (B. Sc.) |

### Master-Studiengänge
|  | - Fachbereich Ingenieur- und Naturwissenschaften (INW): - Automatisierte Energiesysteme (M. Eng.) - Biosystemtechnik/Bioinformatik (M.Sc.) - Logistics and Supply Chain Management (M. Eng.) - Luftfahrttechnik/Luftfahrtmanagement (M. Eng.) - Maschinenbau (M. Eng.) - Photonik (M. Eng.) - Radverkehr in intermodalen Verkehrsnetzen (M. Eng.) - Technical Management (M. Eng.) - Telematik (M. Eng.) | - Fachbereich Wirtschaft, Informatik und Recht (WIR): - Business Management (M. A.) - Wirtschaftsinformatik (M. Sc.) - Europäisches Management (M. A.) - Wirtschaft und Recht (LL.M.) |

### Berufsbegleitendes Studium
Seit dem Wintersemester 1992/1993 wird an der TH Wildau parallel zum Direktstudium die Möglichkeit geboten, ein berufsbegleitendes Fernstudium aufzunehmen. Das Angebot umfasst zurzeit die folgenden Studiengänge:
- Betriebswirtschaft, grundständig, Bachelor
- Wirtschaftsingenieurwesen, grundständig, Bachelor
- Aviation Management, Master
- Bibliotheksinformatik, Master
- Business Administration, Master

### Internationale Master-Studiengänge
Die TH Wildau bietet zudem folgende internationale Master-Studiengänge an:
- Master of Aviation Management (am Wildau Institute of Technology) (4 Semester. Englisch)

- Master of European Management (4 Semester, Englisch)
- Master of Logistics and Supply Chain Management (4 Semester, Englisch)
- Master of Photonics (4 Semester, Deutsch und Englisch)
- Master of Technical Management (3 Semester, Englisch)

## Forschung und Entwicklung
Die TH Wildau ist eine forschende Hochschule. Sie ist seit dem Jahr 2001 im Bereich der angewandten Forschung auf den vorderen Plätzen im Vergleich zu anderen Fachhochschulen Deutschlands angesiedelt. Geforscht wird in den Bereichen angewandte Biowissenschaften, Informatik/Telematik, Optische Technologien/Photonik, Produktion/Material, Verkehr/Logistik, sowie Management/Recht.
Die Hochschule besitzt zahlreiche Kontakte zu Praxispartnern und ist Mitglied in mehreren Kooperationsnetzwerken. Namhafte Kooperationspartner im Bereich der Forschung waren bereits unter anderem das Bundesministerium für Wirtschaft und Technologie, das Bundesministerium für Bildung und Forschung, Zentral- und Landesbibliothek Berlin, TÜV Nord, Deutsches Krebsforschungszentrum, Volkswagen Coaching und das Fraunhofer-Institut für Angewandte Polymerforschung.

### An-Institute
Die Technische Hochschule Wildau verfügt über mehrere An-Institute:
- Wildau Institute of Technology (WIT)
- Technologietransfer- und Weiterbildungszentrum an der TH Wildau e. V. (TWZ e. V.),
- Deutsch-Arabisches Institut für Diversity Management Consulting (DEURABIKA)
- Gesellschaft für Technologietransfer UG (GfT)

## Studium
Der Anteil ausländischer Studierender an der TH Wildau betrug im Wintersemester 2018/19 20 %.
Für das Studium an der TH Wildau werden keine Studiengebühren, jedoch Semesterbeiträge erhoben.

## Forschungs- und Wissenschaftskontakte
Die TH Wildau unterhält Forschungs- und Wissenschaftskontakte zu Hochschulen und Forschungseinrichtungen in den Niederlanden, der Volksrepublik China, Finnland, Frankreich, Großbritannien, Kasachstan, Kroatien, Kuba, Polen, Russland, Schweden, Tschechien, Ungarn und USA.
Internationale Kooperationsbeziehungen bestehen unter anderem zu folgenden Hochschulen:
|  | - University of Newcastle, Australien - University of Western Sydney, Australien - VIVES University of Applied Sciences, Belgien - Universidade do Estado de Santa Catarina, Brasilien - FAE Centro Universitário, Brasilien - Centro Paula Souza, Brasilien - Angel-Kantschew-Universität Russe, Bulgarien - University of Chemical Technology and Metallurgy, Bulgarien - Shanghai Jian Qiao University, China - Shanghai University of Political Science and Law, China - Aalborg Universitet, Dänemark - Karelia University of Applied Sciences, Finnland - Universität Lille I, Frankreich - Université Jean Monnet, Frankreich - Université Clermont Auvergne, Frankreich - Institut d’Optique Graduate School, Frankreich - Georgian Technical University, Georgien - New Vision University, Georgien - Vel Tech Rangarajan Dr. Sagunthala R&D Institute of Science and Technology, Indien - Institute of Technology Blanchardstown, Irland - Universität Bifröst, Island - Universität Tor Vergata, Italien - Tokyo University of Technology, Japan - German-Jordanian University, Jordanien - British Columbia Institute of Technology, Kanada - Deutsch-Kasachische Universität, Kasachstan - Dedan Kimathi University of Technology, Kenia - Polytechnic of Rijeka, Kroatien - Universidad Tecnológica de la Habana José Antonio Echeverría, Kuba - Technische Universität Riga, Lettland - Mykolas-Romer-Universität, Litauen - Šiauliai State College, Litauen - Hogeschool van Arnhem en Nijmegen, Niederlande | - Avans University of Applied Sciences, Niederlande - Windesheim University of Applied Sciences, Niederlande - FH Campus Wien, Österreich - Fachhochschule Salzburg Österreich - Wirtschaftsuniversität Kattowitz, Polen - Technische Universität Łódź, Polen - Technische Universität Posen, Polen - Poznań School of Logistics, Polen - Poznań School of Banking, Polen - Jacob of Paradies University, Polen - Gdańsk School of Banking, Polen - Instituto Politécnico de Bragança, Portugal - Technische Universität Jaroslawl, Russland - St. Petersburger Staatliche Polytechnische Universität, Russland - Ural State University of Railway Transport, Russland - Povolzhsky Institute of Management Named After P.A. Stolypin, Russland - University of Borås, Schweden - Technische Universität Košice, Slowakei - Universitat Politècnica de Valencia, Campus D'Alcoy, Spanien - Universitat Autónoma de Barcelona, Spanien - Universitat Politècnica de Catalunya, Euncet Business School, Spanien - Universitat Politècnica de Catalunya, Terrassa School of Engineering, Spanien - Universidad de Córdoba, Spanien - Technische Universität in Liberec, Tschechien - Silesian University in Opava, Tschechien - Muğla Üniversitesi, Türkei - Işık Üniversitesi, Türkei - • V.E. Lashkaryov Institute of Semiconductor Physics, National Academy of Sciences of Ukraine, Ukraine - Óbuda University, Ungarn - Eszterházy Károly University, Ungarn - Higher Colleges of Technology Abu Dhabi, Vereinigte Arabische Emirate - University of the West of Scotland (Paisley), Großbritannien - DePaul University, Vereinigte Staaten von Amerika - Clark University, Vereinigte Staaten von Amerika |

Weitere Kooperationsbeziehungen bestehen zur Staatlichen Polytechnischen Peter-der-Große-Universität in St. Petersburg (Russland) und zur Deutsch-Kasachischen Universität in Almaty (Kasachstan) und zu 18 Deutschen Gymnasien in Lateinamerika.
Der Austausch von Studierenden wird unter anderem durch die Teilnahme am Erasmus-Programm ermöglicht.

### Export von Studiengängen
Einige Studiengänge der TH Wildau wurden in andere Länder exportiert. Die Studenten dieser Studiengänge können einen Doppelabschluss der TH Wildau sowie der Partnerhochschule erhalten, indem sie dort einen Teil ihres Studiums mit entsprechenden Prüfungsleistungen absolvieren.
Folgende Studiengänge der TH Wildau wurden in andere Länder exportiert:
- Wirtschaftsingenieurwesen nach St. Petersburg, Russland
- Wirtschaftsinformatik nach Jaroslawl, Russland
- Logistik und Telematik nach Almaty, Kasachstan[10]

## Firmenkontaktmesse

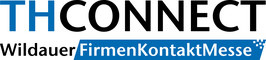
Logo TH Connect

Die TH Wildau veranstaltet jährlich auf dem Campus der Hochschule die hochschuleigene Firmenkontaktmesse TH Connect. Die Messe stellt eine Möglichkeit dar, Unternehmen und Studierende ins Gespräch miteinander zu bringen. Studierende der Hochschule haben die Möglichkeit mit Vertretern der teilnehmenden Unternehmen in Kontakt zu treten und sich über das jeweilige Unternehmen zu informieren. Auch Stellen werden auf der Firmenkontaktmesse ausgeschrieben und vor Ort ausgehängt. In den letzten Jahren nahmen an der Messe unter anderem folgende Unternehmen teil: Berliner Verkehrsbetriebe, Rolls-Royce Motor Cars, Knorr-Bremse, Norma (Supermarkt), Bombardier, Techniker Krankenkasse, DB Mobility Logistics, Siemens, Bundesdruckerei.

## Hochschulangehörige und Absolventen
- Franziska Broer, Geschäftsführerin der Helmholtz-Gemeinschaft (Absolventin Wirtschaft und Recht)[12]
- Petra Maier, Rektorin der Hochschule Stralsund